# Рита Фалтояно
Рита Фалтояно (англ. Rita Faltoyano), нар. 5 серпня 1978, Будапешт, Угорщина) — угорська порноакторка.

## Біографія
Дитинство пройшло на фермі під Будапештом у бабусі і дідуся. Дівчиною майстерно навчилася їздити верхи і брала участь в кінноспортивних змаганнях. Також займалась гімнастикою і плаванням. Була студенткою. За її словами, її мати була переможицею національного конкурсу краси Міс Угорщина 1974 года, а батько експереможцем першості Європи і олімпійських ігор з водного поло. З 16 років батьки стали направляти її до участі на різноманітних конкурсах краси.
Першу роль у порнофільмі виконала в картині No sun, no fun в 2000 році.
З 2005 по 2008 року була одружена з порноактором Томмі Ганном.

## Нагороди
- 2002 Ninfa Prize — Найкраща жіноча роль другого плану — Fausto[5]
- 2003 AVN Award — Найкраща іноземна акторка року[6]
- 2004 European X Award — Найкраща акторка (Угорщина)[7]